# Euplexia britannica
Euplexia britannica är en fjärilsart som beskrevs av Turner 1943. Euplexia britannica ingår i släktet Euplexia och familjen nattflyn. Inga underarter finns listade i Catalogue of Life.